# Aurora Rodríguez Carballeira
Aurora Rodríguez Carballeira (Ferrol, 23 d'abril de 1879 – Ciempozuelos, 28 de desembre de 1955) va ser una dona espanyola que va passar a la història per ser la mare de Hildegart, un experiment científic que ella va concebre com la dona del futur.

## Trajectòria
Encara que mentia sobre la seva edat, i circulen moltes versions, es creu que va néixer el 1879, a la casa familiar del carrer Magdalena. Davant la manca d'una educació formal que sempre va lamentar (i que seria una de les raons adduïdes perquè la seva filla completés la labor per la qual la mare no estava preparada), la va substituir per lectures de l'abundant biblioteca del seu pare, d'idees liberals i progressistes, fonamentalment de socialistes utòpics. Quan la seva germana Josefa va tenir de soltera un fill, Pepito Arriola, i el va deixar a cura d'Aurora (que comptava amb setze anys), aquesta el va educar fins que es va convertir en un nen prodigi, moment en què va ser reclamat per la seva mare i portat a Madrid, on va tenir un enorme èxit com a músic. Aquest fet va afermar les seves idees reformadores i eugenèsiques, a més de les seves preocupacions pels drets de la dona, i li va portar a concebre el projecte de criar una dona en condicions òptimes que arribés a ser un exemple per les seves idees. Va buscar un pare que mai pogués reclamar el futur bebè: la professora María Rosa Cal Martínez va poder establir amb arguments que es tractava d'un capellà castrense lleidatà anomenat Albert Pallàs, amb qui va tenir com a «col·laborador fisiològic» tres «trobades carnals» (sempre segons Aurora) fins que estant segura de l'embaràs es va traslladar a Madrid per donar-li a la seva filla la vida que ella li tenia preparada.
L'experiment inicialment va complir les expectatives d'Aurora, i Hildegart es va convertir en una personalitat internacional, fins que la llibertat en la que va ser educada la portaria a un profund compromís polític i a intentar separar-se de la seva mare, qui, inspirada per la bogeria (una suposada conspiració per arruïnar la seva «escultura de carn») i la por a perdre la seva filla, va acabar matant-la el 9 de juny de 1933 de 4 trets mentre dormia. Mai es va penedir del seu assassinat i repetia que tornaria a fer-ho. Va ser condemnada a 26 anys de presó, que va complir en la seva major part al centre psiquiàtric de Ciempozuelos. Fins que es va trobar el seu historial mèdic el 1977, es creia que havia desaparegut durant la guerra, però realment va morir de càncer al centre psiquiàtric el 28 de desembre de 1955. Va ser enterrada en una fossa comuna.